# Dorschenmühle (Lichtenberg)
Dorschenmühle ist ein Gemeindeteil der Stadt Lichtenberg im Landkreis Hof (Oberfranken, Bayern). Dorschenmühle liegt in der Gemarkung Lichtenberg.

## Geografie
Die Einöde liegt an der Thüringischen Muschwitz und dem gleichnamigen Naturschutzgebiet. Im Südwesten grenzt das Wilde Hölzle an. In diesem befindet sich eine ehemaliges Bergwerk, das als Geotop ausgezeichnet ist. Eine Anliegerstraße führt nach Lichtenberg zur Staatsstraße 2195 (0,8 km südlich).

## Geschichte
Dorschenmühle gehörte zur Realgemeinde Lichtenberg. Gegen Ende des 18. Jahrhunderts bestand Dorschenmühle aus einem Anwesen. Die Hochgerichtsbarkeit sowie die Grundherrschaft über die Mühle hatte das bayreuthische Kasten- und Richteramt Lichtenberg.
Von 1797 bis 1810 unterstand Dorschenmühle dem Justiz- und Kammeramt Hof. Infolge des Ersten Gemeindeedikts wurde Dorschenmühle dem 1812 gebildeten Steuerdistrikt Lichtenberg und der zugleich gebildeten Munizipalgemeinde Lichtenberg zugewiesen.

### Ehemaliges Baudenkmal
- Haus Nr. 119: Stattliches, zweigeschossiges Hauptgebäude mit Mahlmühle, verputzt massiv, mit Halbwalmdach und verschieferten Gauben; vermutlich erstes Viertel des 19. Jahrhunderts, mit älterem Kern.[7]

### Einwohnerentwicklung
| Jahr      | 1799  | 1819   | 1861   | 1871   | 1885   | 1900   | 1925   | 1950   | 1961   | 1970   | 1987  |
| Einwohner | 3     | *      | 12     | 2      | 10     | 3      | 9      | 11     | 6      | 4      | 0     |
| Häuser    | 1     |        |        |        | 1      | 1      | 1      | 1      | 1      |        | 1     |
| Quelle    | [ 9 ] | [ 10 ] | [ 11 ] | [ 12 ] | [ 13 ] | [ 14 ] | [ 15 ] | [ 16 ] | [ 17 ] | [ 18 ] | [ 1 ] |

## Religion
Dorschenmühle ist evangelisch-lutherisch geprägt und bis heute nach St. Johannes (Lichtenberg) gepfarrt.